# LXIII Festival Internacional de la Canción de Viña del Mar
El LXIII Festival Internacional de la Canción de Viña del Mar, también conocido como Viña 2024 y estilizado como Viña 24, fue un evento cultural y artístico que se llevó a cabo entre el domingo 25 de febrero y el viernes 1 de marzo de 2024 en el Anfiteatro de la Quinta Vergara en la ciudad chilena de Viña del Mar, región de Valparaíso. En su emisión original, el evento fue presentado por los presentadores chilenos Francisco Saavedra y María Luisa Godoy.

## Antecedentes
En un anuncio difundido el 9 de octubre de 2023, presentado por la alcaldesa de Viña del Mar, Macarena Ripamonti, se divulgó oficialmente que los artistas y bandas como el español Alejandro Sanz, la brasileña Anitta, los mexicanos Maná y Peso Pluma, los argentinos Miranda! y María Becerra, el colombiano Manuel Turizo, el puertorriqueño Mora, la banda australiana de rock de los 80's Men at Work y los chilenos Los Bunkers y Young Cister conformaron en primera instancia el line-up del evento, sumándose con posterioridad el mundialmente reconocido tenor italiano Andrea Bocelli, tras un nuevo anuncio realizado el 8 de noviembre del mismo año. Además, mediante un comunicado emitido el 19 de diciembre, se confirmó la participación de los comediantes y actores Alison Mandel, Sergio Freire, Alex Ortiz, Luis Slimming y Luis "Lucho" Miranda, además del regreso de Javiera Contador al certamen.
Paralelamente, la organización del evento convocó durante el mes de octubre al proceso de postulación para las canciones que conformarán las competencias en las categorías internacional y folklórica. Esta selección se dio a conocer en ese mismo mes, tras el cierre del proceso de postulaciones.
El evento fue emitido en Chile a través de Canal 13, TVN y las emisoras de radio ADN y Pudahuel; en Latinoamérica, fue emitido por TV Chile y la plataforma de streaming Star+ —aunque en Guatemala también lo fue por TV Azteca Guate—; en España, se emite a través de la plataforma Movistar Plus+; y en el resto del mundo a través de TV Chile y las plataformas de Billboard.
Como consecuencia de los incendios forestales registrados en la región a inicios de febrero, varias personalidades desistieron asistir a la gala del festival, también denominada Noche cero, en señal de respeto con las personas que fueron afectadas por los siniestros, con incluso algunos destinando sus gastos en la preparación del evento a donaciones.Finalmente, el 5 de febrero la organización del Festival de Viña comunicó la decisión de cancelar de forma definitiva la gala que se llevaría a cabo el 23 de febrero.
Dos días antes del inicio de este festival, el cantante urbano mexicano Peso Pluma se baja de esta edición debido a razones personales, motivo por el cual también canceló su gira por Sudamérica. La organización del festival decidió modificar la parrilla programática de la jornada final, reprogramando la presentación de María Becerra al inicio del día viernes, y en reemplazo del mexicano, traer al rapero argentino Trueno, siendo éste el último artista confirmado para esta edición.

## Presentadores
- María Luisa Godoy
- Francisco Saavedra

## Jurado
- Ale Sergi, de Miranda! (presidente del jurado)[16]
- María Becerra[16]
- Manuel Turizo
- Young Cister[16]
- Bebe Contepomi[16]
- Constanza Santa María[16]
- Priscilla Vargas[16]
- Alejandro Chávez[16]

## Artistas

### Musicales
- Los Bunkers[17]
- Young Cister[17]
- Maná[17]
- Alejandro Sanz[17]
- Miranda![17]
- María Becerra[17]
- Trueno[n 2]
- Anitta[17]
- Manuel Turizo[17]
- Mora[17]
- Men at Work[17]
- Andrea Bocelli[17]

### Humoristas
- Alison Mandel[3]
- Sergio Freire[3]
- Alex Ortiz[3]
- Luis Slimming[3]
- Luis "Lucho" Miranda[3]
- Javiera Contador[3]

### Cancelados
- Peso Pluma: Originalmente se iba a presentar en la apertura de la noche del 1 de marzo, sin embargo, a través de un comunicado anunció que cancelaría su participación en el festival y otras presentaciones por Latinoamérica señalando «problemas personales».[18] Fue reemplazado por el argentino Trueno.

## Programación y desarrollo
|           | Obertura                            |
|           | Cantante / Intérprete musical       |
|           | Humor                               |
|           | Competencia internacional           |
|           | Competencia folclórica              |
| G / G / G | Gaviota de plata / oro / platino    |
| 🔑        | Llaves de la ciudad de Viña del Mar |
| UTC -3    | Hora de Chile                       |

La programación para esta edición es la siguiente:

### Día 1 - Domingo 25 de febrero
| N.º | Nombre | Género / Tipo                                                           | Horario (UTC -3) | Premios / Puntaje   | Lista de temas / Rutina |
| --- | --- | ----------------------------------------------------------------------- | ---------------- | ------------------- | --- |
| O   | Homenaje a las víctimas de los incendios forestales de la Región de Valparaíso (Juanita Parra, Consuelo Schuster, Soulfia, Kidd Voodoo e Isabella Bachmann) | Obertura                                                                | 21:34 21:42      | —                   | Ver lista 1. «Yo vengo a ofrecer mi corazón» de Fito Páez (interpretada por Consuelo Schuster) 2. «Lucha de gigantes» de Nacha Pop (interpretada por Soulfia) 3. «Un mar de gente» de Los Jaivas (interpretada por Kidd Voodoo con la participación especial de Juanita Parra e Isabella Bachmann)                                            |
| 1   | Alejandro Sanz | Cantautor y compositor de pop latino, flamenco, rock español y pop rock | 21:58 23:24      | G (22:59) G (23:02) | Ver lista 1. «No es lo mismo» 2. «Deja que te bese» 3. «El alma al aire» 4. «Looking for Paradise» 5. «La fuerza del corazón» 6. «Siempre es de noche» 7. «Iba» 8. «Cuando nadie me ve» 9. «Quisiera ser» 10. «Amiga mía» 11. «Corazón partío» 12. «Viviendo deprisa» 13. «Mi soledad y yo» 14. «Y, ¿si fuera ella?» 15. «Ese último momento» |
| 2   | Alison Mandel | Actriz, comediante y standupera                                         | 23:49 00:40      | G (00:24) G (00:39) | Ver listaTemas de su rutina - La maternidad. - Relaciones de pareja. - Relación matrimonial con Pedro Ruminot. |
| 3   | Eddy Valenzuela | Competencia internacional (1.ª ronda)                                   | 00:55 01:16      | 5,4P                | «El Maestro» |
| 4   | Charly Benavente | Competencia internacional (1.ª ronda)                                   | 00:55 01:16      | 5,5P                | «Arauco (espérame)» |
| 5   | Enrique Ramil | Competencia internacional (1.ª ronda)                                   | 00:55 01:16      | 5,6P                | «La última vez» |
| 6   | Ahyre | Competencia folclórica (1.ª ronda)                                      | 01:29 01:43      | 5,6P                | «La luna» |
| 7   | Yaneth Sandoval | Competencia folclórica (1.ª ronda)                                      | 01:29 01:43      | 5,8P                | «Flor de campo» |
| 8   | Ruby Palomino | Competencia folclórica (1.ª ronda)                                      | 01:29 01:43      | 4,8P                | «Canción para un planeta triste» |
| 9   | Manuel Turizo | Cantante de reguetón, pop latino y trap latino                          | 01:54 03:03      | G (02:50) G (02:52) | Ver lista 1. «La nota» 2. «Mala costumbre» 3. «Desconocidos» 4. «Los cachos» 5. «Déjala que vuelva» 6. «Quiéreme mientras se pueda» 7. «Culpables» 8. «Una lady como tú» (junto a su hermano Julián Turizo) 9. «La bachata» 10. «Vagabundo» 11. «Vaina loca» 12. «El merengue»                                                                |

(*) Presentaciones desde el minuto 11 de Alison Mandel hasta Manuel Turizo pasan a la madrugada del lunes 26, por el cambio de día a las 00:00.

### Día 2 - Lunes 26 de febrero
| N.º | Nombre                       | Género / Tipo                                                                       | Horario (UTC -3) | Premios / Puntaje   | Lista de temas / Rutina |
| --- | ---------------------------- | ----------------------------------------------------------------------------------- | ---------------- | ------------------- | --- |
| 1   | Andrea Bocelli (e invitados) | Tenor lírico de música clásica, ópera pop (crossover clásico), ópera y música sacra | 21:46 23:23      | G (23:00) G (23:12) | Ver listaAct I. 1. Oberture: «O Fortuna» (Carmina Burana) (Orquesta Sinfónica y Coro Metropolitano de Santiago) 2. «La Donna È Mobile» (Rigoletto) 3. «Di Quella Pira» (Il Trovadore) 4. «Quando m'en vó» (La Bohème) (Larisa Martínez, soprano) 5. «La mia Letizia infondere» (I Lombardi) 6. «Tace il labbro» (La Vedova Allegra) (with Larisa Martínez) Act II. 1. «Medley Tribute to West Side Story» (Orquesta Sinfónica y Coro Metropolitano de Santiago) 2. «Funiculì, funiculà» (Tribute to Monte Vesubio) 3. «Granada» (Tribute to Plácido Domingo) 4. «The Tango Jalousie (El tango de los celos)» (Caroline Campbell, violinista) 5. «En Aranjuez con tu amor» (El Concierto de Aranjuez) (with Caroline Campbell) 6. «Melodramma (Un dulce melodrama)» (with Caroline Campbell) Act III. 1. «All By Myself (Sola otra vez)» (Pia Toscano, cantante popular) 2. «Bésame mucho» (Bolero, tribute to Consuelo Velásquez) 3. «Vivo per lei (Vivo por ella)» (with Pia Toscano) 4. «Fall On Me (Ven a mí)» (with Matteo Bocelli) 5. «Dimmi (Dime)» (Matteo Bocelli, cantante) 6. «Quando, Quando, Quando (Cuando, cuando, cuando)» (Matteo Bocelli, cantante) Act IV. 1. «Canto della terra (El canto de la Tierra)» (with Pia Toscano) 2. «Con te partirò (Por ti volaré)» (with Larisa Martínez) Act V (Finale) 1. «Nessun Dorma» (Turandot) 2. «Perfect (Symphony)» (Final song) (with Matteo Bocelli) |
| 2   | Javiera Contador             | Humorista, actriz y comediante                                                      | 23:49 00:24      | —                   | Ver listaTemas de su rutina - Comparación con Shakira. - Infomerciales "¡Llame ya!" - Viaje a Disneylandia con sus hijos. - Bailes improvisados. - Carretear con las amigas. - Sketch con el elenco de Casado con hijos. |
| 3   | Luz Gaggi                    | Competencia internacional (1.ª ronda)                                               | 00:43 01:02      | 4,5P                | «Altar» |
| 4   | Lita Pezo                    | Competencia internacional (1.ª ronda)                                               | 00:43 01:02      | 6,1P                | «Luchadora» |
| 5   | Osvaldo Supino               | Competencia internacional (1.ª ronda)                                               | 00:43 01:02      | 4,1P                | «Te e me» |
| 6   | Jonathan Chávez              | Competencia folclórica (1.ª ronda)                                                  | 01:17 01:31      | 5,6P                | «Décimo quinto festival» |
| 7   | Mariel Mariel                | Competencia folclórica (1.ª ronda)                                                  | 01:17 01:31      | 4,4P                | «Cuerpo y guitarra» |
| 8   | Gardenia                     | Competencia folclórica (1.ª ronda)                                                  | 01:17 01:31      | 4,6P                | «Besos de miel» |
| 9   | Miranda!                     | Dúo musical de electropop, indie pop y pop rock                                     | 01:43 02:33      | G (02:17) G (02:28) | Ver lista 1. «Ya lo sabía» 2. «Hola» 3. «Prisionero» 4. «Uno los dos» 5. «Perfecta» 6. «Tu misterioso alguien» 7. «Enamorada» (con Francisca Valenzuela) 8. «Mentía» 9. «Fantasmas» 10. «Traición» 11. «Yo te diré» 12. «Don» |

(*) Presentaciones desde el minuto 11 de Javiera Contador hasta Miranda! pasan a la madrugada del martes 27, por el cambio de día a las 00:00.

(**) El reconocido tenor italiano Andrea Bocelli fue acompañado por la Orquesta Metropolitana de Santiago (74 músicos y 40 coristas), dirigida por Steven Mercurio, y por su hijo, Matteo Bocelli, siendo la orquesta más grande que un artista trae al evento, superando a Isabel Pantoja en la edición de 2017.

### Día 3 - Martes 27 de febrero
| N.º | Nombre | Género / Tipo                         | Horario (UTC -3) | Premios / Puntaje   | Lista de temas / Rutina |
| --- | --- | ------------------------------------- | ---------------- | ------------------- | --- |
| O   | Homenaje a Celia Cruz con distintos artistas (Flor de Rap, Francisca Valenzuela, María Becerra, Young Cister y Ale Sergi) | Obertura                              | 21:34 21:38      | —                   | Ver lista 1. «Yo Viviré» (interpretada por Francisca Valenzuela) 2. «La vida es un carnaval» (interpretada por María Becerra) 3. «La negra tiene tumbao» (interpretada en dúo por Young Cister y Flor de Rap) 4. «Te Busco» (interpretada por Ale Sergi) |
| 1   | Maná | Grupo musical de pop rock latino      | 21:55 23:23      | G (23:02) G (23:05) | Ver lista 1. «Oye mi amor» 2. «De pies a cabeza» 3. «Manda una señal» 4. «Labios compartidos» 5. «Vivir sin aire» 6. «Bendita tu luz» 7. «Mariposa traicionera» 8. «El rey» (Cover homenaje a Vicente Fernández) 9. «Te lloré un río» 10. «El reloj cucú» 11. «Eres mi religión» 12. «Me vale» 13. «En el muelle de San Blas» 14. «Clavado en un bar» 15. «Rayando el sol» |
| 2   | Luis Slimming | Humorista                             | 23:48 00:50      | G (00:32) G (00:49) | Ver listaTemas de su rutina - Contingencia y política chilena muy "a su estilo". - Carrera como docente y anécdotas con sus alumnos. - Vivencias familiares durante la pandemia. - La sexualidad y los hijos. |
| 3   | Eddy Valenzuela | Competencia internacional (2.ª ronda) | 01:03 01:23      | 5,7P                | «El maestro» |
| 4   | Charly Benavente | Competencia internacional (2.ª ronda) | 01:03 01:23      | 5,5P                | «Arauco (espérame)» |
| 5   | Enrique Ramil | Competencia internacional (2.ª ronda) | 01:03 01:23      | 6,4P                | «La última vez» |
| 6   | Ahyre | Competencia folclórica (2.ª ronda)    | 01:35 01:48      | 5,9P                | «La luna» |
| 7   | Yaneth Sandoval | Competencia folclórica (2.ª ronda)    | 01:35 01:48      | 5,9P                | «Flor de campo» |
| 8   | Ruby Palomino | Competencia folclórica (2.ª ronda)    | 01:35 01:48      | 4,8P                | «Canción para un planeta triste» |
| 9   | Men at Work | Banda de pop rock y new wave          | 02:02 02:50      | G (02:35) G (02:38) | Ver lista 1. «Introduction»/«No Restrictions» 2. «Can't Take This Town» 3. «Down by the Sea» 4. «Overkill» 5. «It's a Mistake» 6. «Who Can It Be Now?» 7. «Down Under» 8. «Be Good Johnny» (Final song) |

(*) Presentaciones desde el minuto 12 de Luis Slimming hasta Men at Work pasan a la madrugada del miércoles 28, por el cambio de día a las 00:00.

### Día 4 - Miércoles 28 de febrero
| N.º | Nombre          | Género / Tipo                           | Horario (UTC -3) | Premios / Puntaje   | Lista de temas / Rutina |
| --- | --------------- | --------------------------------------- | ---------------- | ------------------- | --- |
| 1   | Mora            | Cantante de trap latino y reguetón      | 21:46 22:58      | G (22:34) G (22:51) | Ver lista 1. «Intro» 2. «Medialuna» 3. «Domingo de bote» 4. «Casualidad» 5. «Apa» 6. «Calentón» 7. «512» 8. «Volando» (remix) 9. «Tuyo» 10. «Que habilidad» (acústico) 11. «¿Dónde se aprende a querer?» 12. «Pasajero» 13. «Transición a la inocente» 14. «La inocente» 15. «¿Cómo has estau?» 16. «Una vez» 17. «Reina» 18. «Memorias» 19. «Modelito» 20. «Modelito de revista» |
| 2   | Lucho Miranda   | Humorista                               | 23:23 00:12      | G (00:02) G (00:10) | Ver listaTemas de su rutina - Vivencias personales. |
| 3   | Luz Gaggi       | Competencia internacional (2.ª ronda)   | 00:27 00:47      | 5,0P                | «Altar» |
| 4   | Lita Pezo       | Competencia internacional (2.ª ronda)   | 00:27 00:47      | 6,5P                | «Luchadora» |
| 5   | Osvaldo Supino  | Competencia internacional (2.ª ronda)   | 00:27 00:47      | 4,6P                | «Te e me» |
| 6   | Jonathan Chávez | Competencia folclórica (2.ª ronda)      | 00:59 01:13      | 5,5P                | «Décimo quinto festival» |
| 7   | Mariel Mariel   | Competencia folclórica (2.ª ronda)      | 00:59 01:13      | 4,6P                | «Cuerpo y guitarra» |
| 8   | Gardenia        | Competencia folclórica (2.ª ronda)      | 00:59 01:13      | 4,9P                | «Besos de miel» |
| 9   | Anitta          | Cantante de pop latino, funk y reguetón | 01:32 02:28      | G (02:07)           | Ver lista 1. «Machika» 2. «La loto» 3. «Envolver» 4. «Bellakeo» 5. «Mil veces» 6. Popurrí: «Funk Rave»/«Grip»/«I Wanna Fuck» 7. «Joga Pra Lua» 8. «Todo o nada» 9. «Mi niña (remix)» 10. «Bellaquita (remix)» 11. «Downtown» 12. «Movimento da sanfoninha» 13. «Vai Malandra» 14. «Bola Rebola» 15. «Gata» 16. «Rave de Favela» 17. «Boys Don't Cry»                              |

(*) Presentaciones desde el minuto 37 de Lucho Miranda hasta Anitta pasan a la madrugada del jueves 29, por el cambio de día a las 00:00.

### Día 5 - Jueves 29 de febrero
| N.º | Nombre                      | Género / Tipo                                  | Horario (UTC -3) | Premios / Puntaje                             | Lista de temas / Rutina |
| --- | --------------------------- | ---------------------------------------------- | ---------------- | --------------------------------------------- | --- |
| 1   | Los Bunkers (con Cancamusa) | Grupo musical de rock alternativo y pop rock   | 21:46 23:23      | G (22:56) G (23:08)                           | Ver lista 1. «Miño» 2. «Miéntele» 3. «Una nube cuelga sobre mí» (31 Minutos) 4. «Ángel para un final» (Cover de Silvio Rodríguez) 5. «Rey» 6. «Ahora que no estás» 7. «La velocidad de la luz» 8. «Calles de Talcahuano»/«Baila caporal» (con Illapu) 9. «Quién fuera» (Cover de Silvio Rodríguez) 10. «Nada nuevo bajo el sol» (con Kidd Voodoo) 11. «No me hables de sufrir» 12. «Bailando solo» 13. «Canción para mañana» 14. «Ven aquí» 15. «El necio» (Cover de Silvio Rodríguez) 16. «Llueve sobre la ciudad» |
| 2   | Sergio Freire               | Humorista de stand up comedy                   | 23:49 00:52      | G (00:38) G (00:51)                           | Ver listaTemas de su rutina - Contingencia política de Chile - Sketch con Rodrigo Salinas y Juan Pablo Flores |
| 3   | Eddy Valenzuela             | Competencia internacional (Finalistas)         | 01:06 01:26      | G (01:32) Ganadora                            | «El maestro» |
| 4   | Enrique Ramil               | Competencia internacional (Finalistas)         | 01:06 01:26      | G (01:29) Mejor Intérprete                    | «La última vez» |
| 5   | Lita Pezo                   | Competencia internacional (Finalistas)         | 01:06 01:26      | —                                             | «Luchadora» |
| 6   | Ahyre                       | Competencia folclórica (Finalistas)            | 01:44 01:58      | G (02:08) Mejor Intérprete G (02:11) Ganadora | «La luna» |
| 7   | Yaneth Sandoval             | Competencia folclórica (Finalistas)            | 01:44 01:58      | —                                             | «Flor de campo» |
| 8   | Jonathan Chávez             | Competencia folclórica (Finalistas)            | 01:44 01:58      | —                                             | «Décimo quinto festival» |
| 9   | Young Cister                | Cantante de trap latino, reguetón y rap latino | 02:21 03:14      | G (02:56) G (03:05)                           | Ver lista 1. «Debí llevarte flores» 2. «Te quiero ver» 3. «Esto no es una canción de amor» 4. «Luismi» 5. «Oh la la» 6. «Fashion girl» 7. «Ay dime» 8. «Ganas» 9. «Sextime» 10. «Samurai» 11. «Caminemos de la mano» 12. «Casi amor de verano» 13. «La Terapia» |

(*) Presentaciones desde el minuto 11 de Sergio Freire hasta Young Cister pasan a la madrugada del viernes 1 de marzo, por el cambio de día a las 00:00.

### Día 6 - Viernes 1 de marzo
| N.º | Nombre                                                            | Género / Tipo                                           | Horario (UTC -3) | Premios / Puntaje   | Lista de temas / Rutina |
| --- | ----------------------------------------------------------------- | ------------------------------------------------------- | ---------------- | ------------------- | --- |
| O   | Obertura con el escapista, ilusionista y mago Jean Paul Olhaberry | Obertura                                                | 21:30 21:52      | G (21:51)           | |
| 1   | María Becerra                                                     | Cantante de música urbana, pop latino y reguetón        | 22:07 23:24      | G (22:54) G (23:13) | Ver lista 1. «Perreo furioso» 2. «Automático» 3. «Wow Wow» 4. «Miénteme» 5. «Adiós» (Versión cumbia) 6. «El amor de mi vida» 7. «Mandamientos» 8. «Te cura» 9. «Ojalá» 10. «Desafiando el destino» (Homenaje) 11. «Así es la vida» 12. «Entre nosotros (remix)» 13. «Corazón vacío» 14. «Piscina» 15. «Primer aviso» 16. «Los del Espacio» 17. «Berlín» 18. «Diskoteka» 19. «Qué más pues?» |
| 2   | Alex Ortiz                                                        | Humorista                                               | 23:51 00:48      | G (00:39) G (00:46) | Ver listaTemas de su rutina |
| 3   | Eddy Valenzuela                                                   | Competencia internacional (Show ganador)                | 01:04 01:07      | —                   | «El maestro» |
| 4   | Ahyre                                                             | Competencia folclórica (Show ganador)                   | 01:20 01:23      | —                   | «La luna» |
| 5   | Trueno                                                            | Cantante de hip hop latino, trap latino y freestyle rap | 01:37 02:27      | G (02:13) G (02:20) | Ver lista 1. «Hoop hoop» 2. «Atrevido» 3. «Bizarrap Freestyle Sessions, Vol. 6» 4. «Buenos Aires en llamas» 5. «Feel Me??» 6. «Mamichula» 7. «Jungle» 8. «Ñeri» 9. «Salimo' de noche» 10. «Freestyle rap» 11. «Tierra zanta» 12. «Dance crip» |

(*) Presentaciones desde el minuto 9 de Alex Ortiz hasta Trueno pasan a la madrugada del sábado 2 de marzo, por el cambio de día a las 00:00.

## Competencias
Doce participantes seleccionados tras una convocatoria realizada en octubre de 2023 por la organización concurren a las competencias de la LXIII edición. 

### Protestas de damnificados por incendios

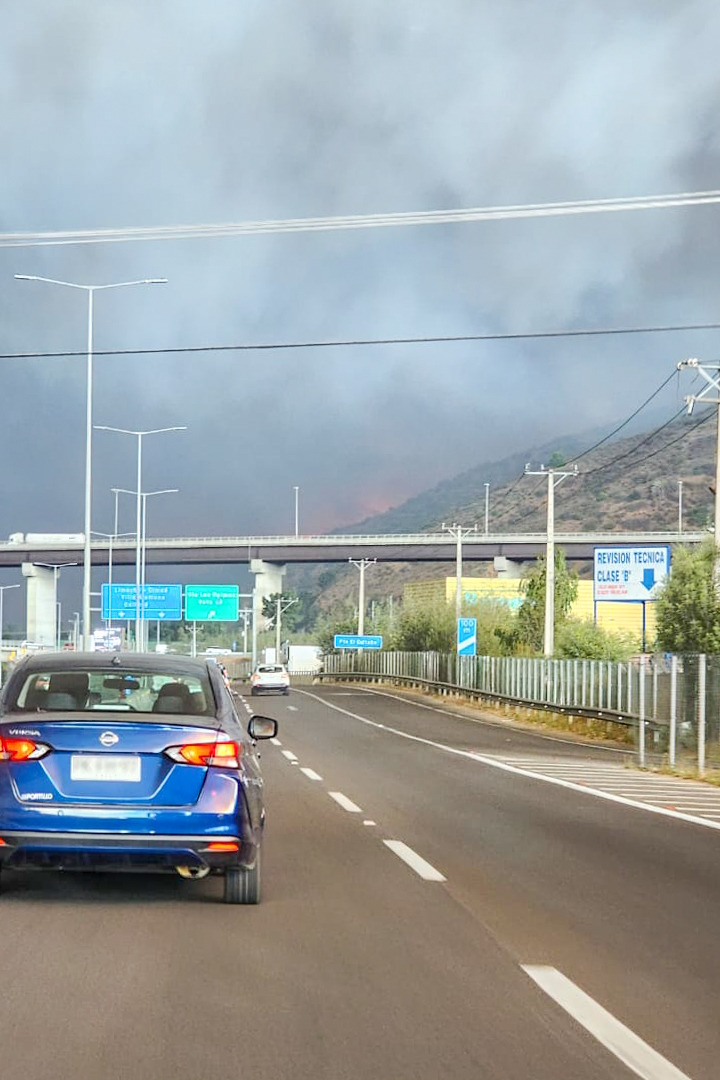
Incendio en el sector de El Salto, desde la Autopista Troncal Sur en Viña del Mar, durante los incendios de febrero de 2024.

#### Presentación de Alejandro Sanz

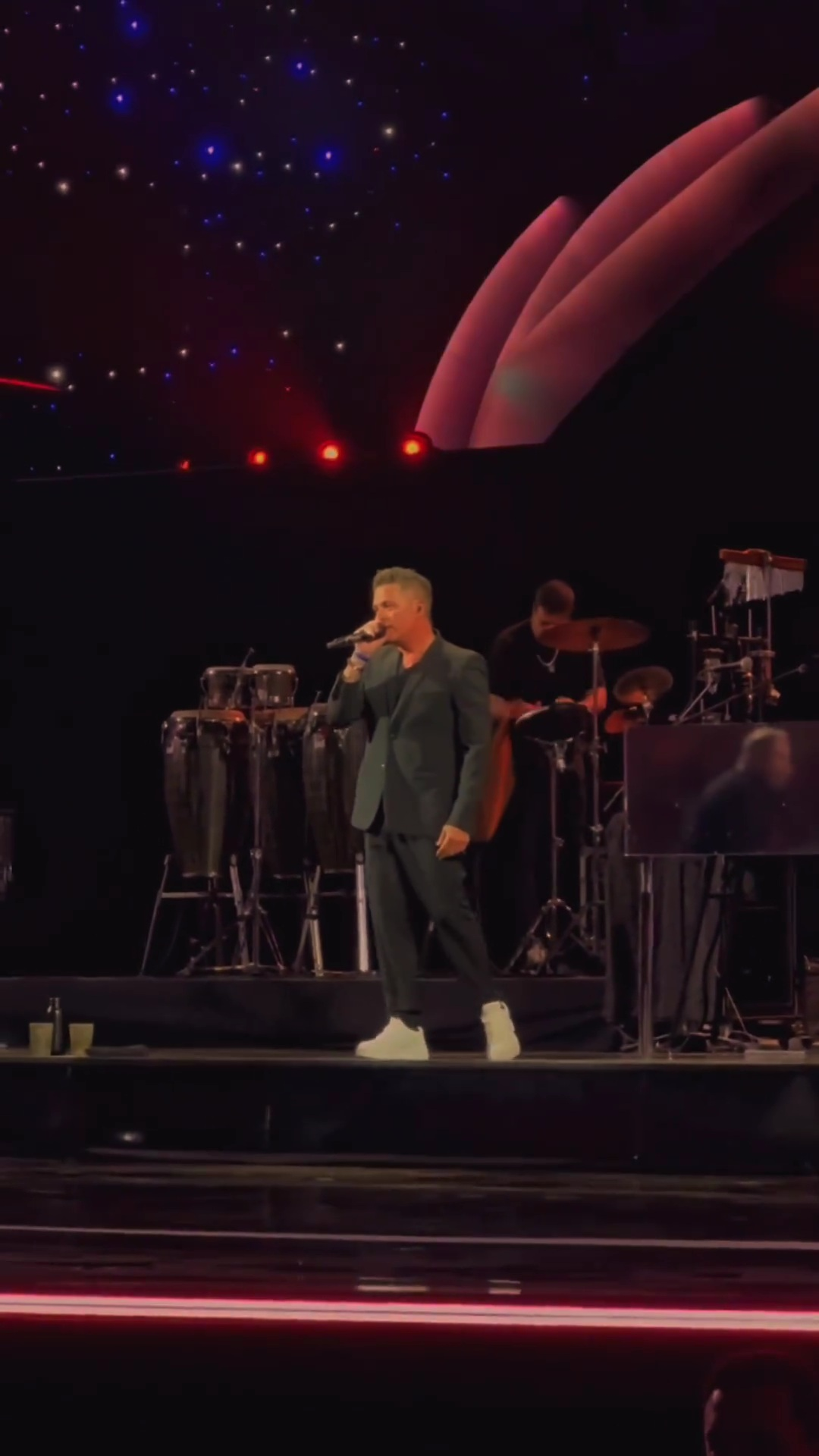
Presentación de Alejandro Sanz, en la jornada inaugural del 25 de febrero.

### Competencia internacional
| País      | Artista/Intérprete | Título de la canción | Compositor/a                                                            |
| --------- | ------------------ | -------------------- | ----------------------------------------------------------------------- |
| Argentina | Luz Gaggi          | «Altar»              | Claudia Brant, Josh Cumbee y Luz Gaggi                                  |
| Chile     | Charly Benavente   | «Arauco»             | Carlos Benavente                                                        |
| España    | Enrique Ramil      | «La última vez»      | Ángela Dávalos, Enrique Ramil Bastida y Patricia Giovanna Cantú Velasco |
| Italia    | Osvaldo Supino     | «Te e me»            | Osvaldo Supino y Paulina Aguirre                                        |
| México    | Eddy Valenzuela    | «El maestro»         | Adrián Navarro y Eddy Valenzuela                                        |
| Perú      | Lita Pezo          | «Luchadora»          | José Abraham                                                            |